# Vassiliki Kephala

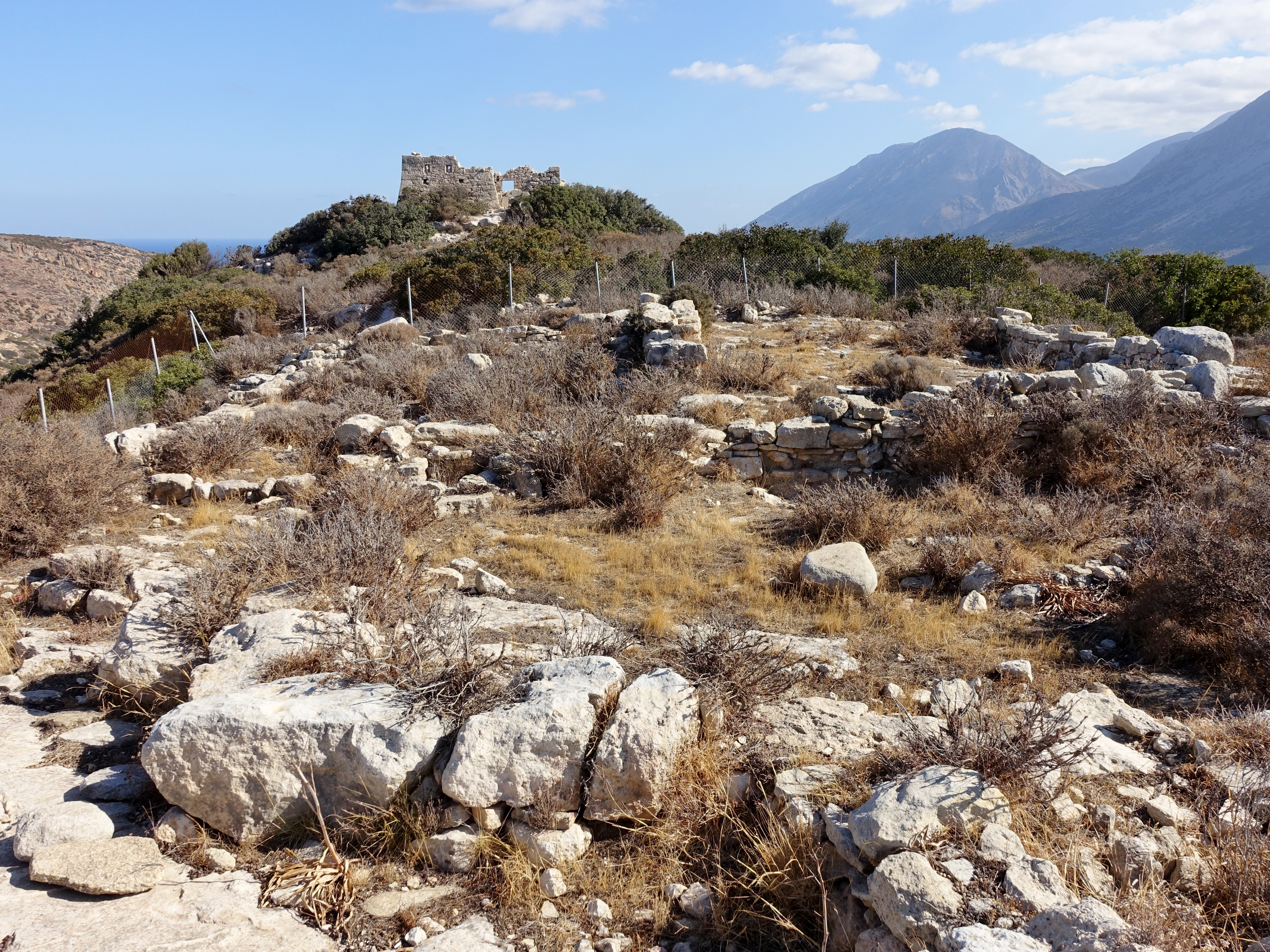
Ausgrabungsstätte von Vassiliki Kephala

Vassiliki Kephala (griechisch Βασιλική Κεφάλα), auch Vasiliki Kefala oder Kefala Vasilikis, ist eine archäologische Ausgrabungsstätte im Nordosten der griechischen Insel Kreta. Sie befindet sich in der Gemeinde Ierapetra des Regionalbezirks Lasithi auf dem Isthmus von Ierapetra, etwas über 500 Meter südwestlich des Ortes Vasiliki. Die auf einer Höhe von etwa 200 Metern freigelegten Siedlungsreste auf dem Hügel Kefala (Kephala) stammen aus spätminoischer Zeit am Ende des 2. Jahrtausends v. Chr.

## Lage und Geschichte
Vassiliki Kephala liegt an der Südspitze eines Hügels ungefähr 700 Meter westlich der größeren und bekannteren Ausgrabungsstätte von Vassiliki, nach der der Vassiliki-Stil, ein minoischer Keramikstil, benannt ist. Der Abstand von Vassiliki Kephala zum Kretischen Meer im Norden bei Pachia Ammos beträgt etwa 3,2 Kilometer, nach Süden zum Levantischen Meer bei Ierapetra 9,2 Kilometer. Zu erreichen ist die Ausgrabungsstätte vom Ort Vasiliki auf einem unbefestigten Weg. Sie ist eingezäunt und hat zwei Eingänge, einen im Süden und einen im Osten. Von den Gebäuden der frühgeschichtlichen Siedlung sind nur noch die Grundmauern erhalten. 40 Meter nördlich der Ausgrabungsstätte steht ein eingefallener Koules (Κούλες), auch Ochyroma (Οχύρωμα) genannt, ein nach 1886 auf einer Fläche von 7 × 7 Metern errichteter Befestigungsturm aus osmanischer Zeit.

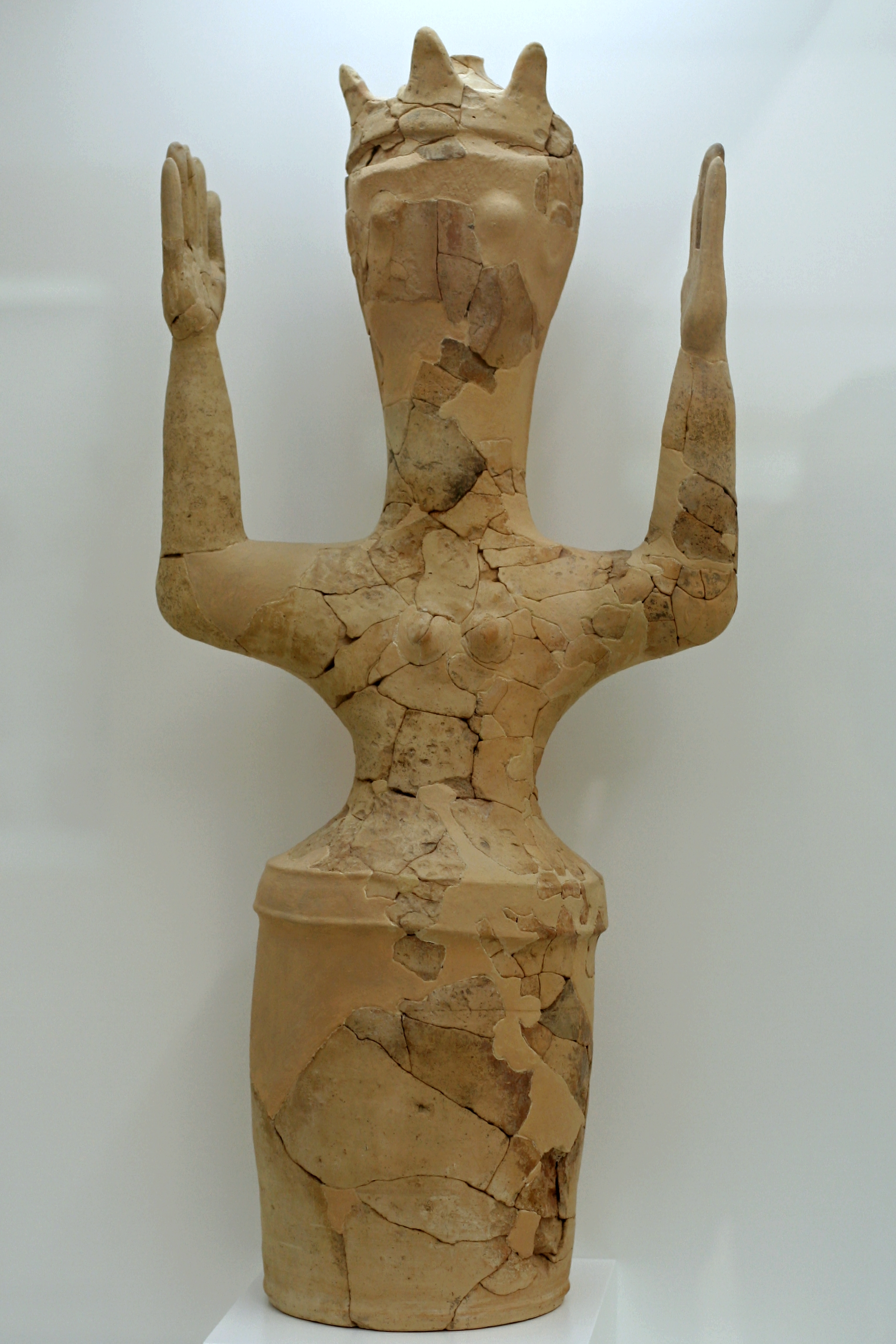
Figur einer sitzenden Göttin mit erhobenen Armen

John Pendlebury erwähnte in seinem 1939 erschienenen Buch The Archaeology of Crete eine Vase und von ihm auf dem Kephala gefundene neolithische Scherben vom Übergang zur frühminoischen Phase FM I. Von 1994 bis 1996 führte Theodoros Eliopoulos Ausgrabungen auf dem Hügelplateau durch, bei denen mindestens 10 Gebäude erkannt wurden. Auf der bebauten Fläche von etwa 220 × 70 Metern identifizierte er auch einen Tempelkomplex, bestehend aus acht Räumen mit kultischer Funktion, gruppiert in drei Flügeln. Der als Gebäude Epsilon bezeichnete 17 × 25 Meter große Tempelkomplex entstand nach 1190 v. Chr. in der frühen und mittleren Phase der spätminoischen Zeit SM III C und wurde wahrscheinlich bis zum Ende der subminoischen Zeit um 1000 v. Chr. genutzt.

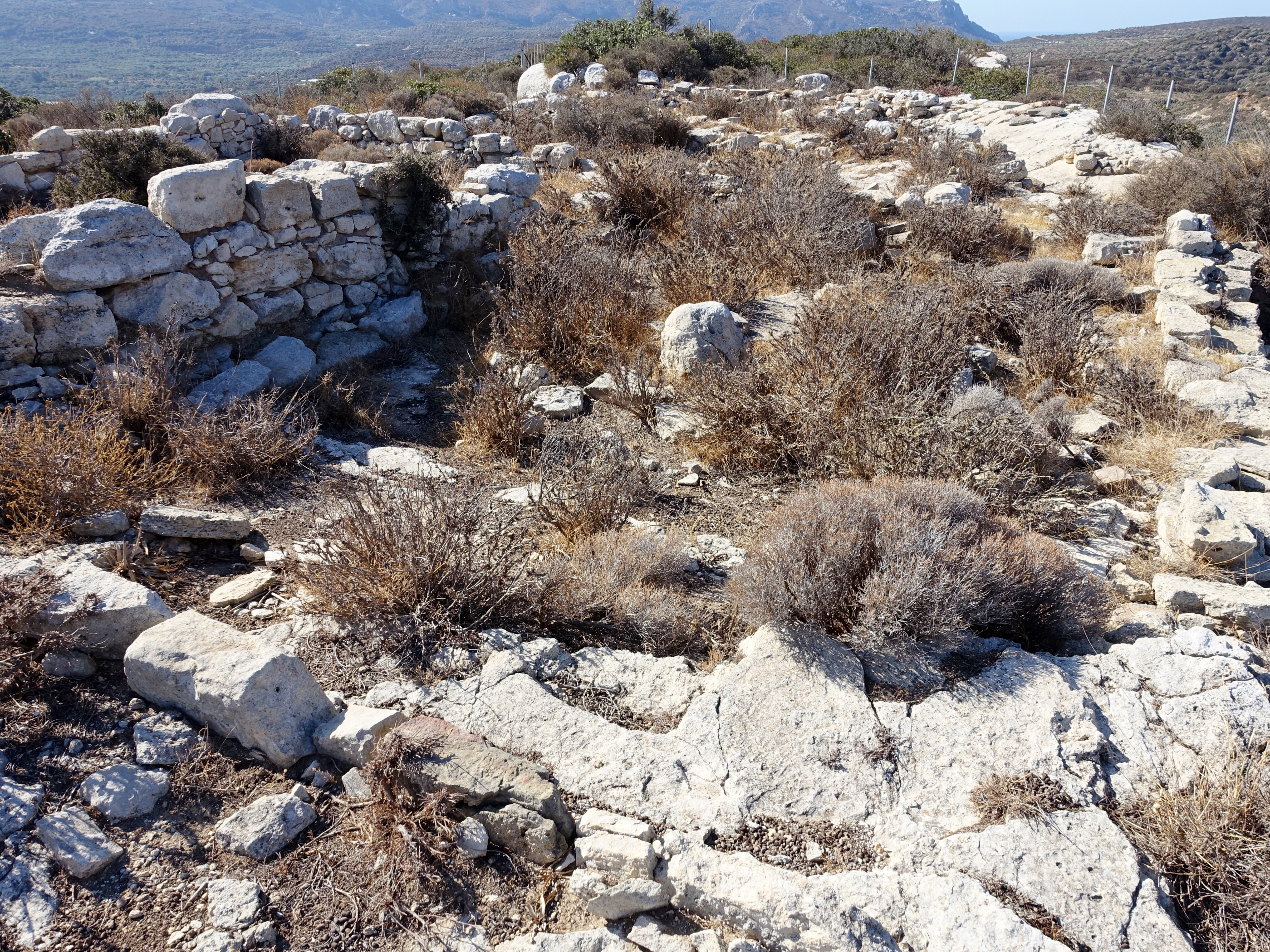
Altarraum E3 mit Baitylos

Im Zentrum von Raum E6 in der Mitte des Tempels befand sich eine Herdstelle zwischen zwei Pfeilern. Ein Steinbecken in der Nordwestecke diente möglicherweise der Durchführung von Trankopfern. Neben dem Eingang im Osten besaß der Raum einen Durchgang zu Raum E2 im Norden und einen zu Raum E7 im Westen. Beide letztgenannten Räume hatten einen Zugang zum wohl wichtigsten Raum des Tempels E3 im Nordwesten. Er hatte umlaufende Bänke an den Wänden, eine niedrige Plattform und eine Herdstelle in der Mitte sowie im nördlichen Teil eine tischartige Konstruktion mit einem aufrecht stehenden, unbearbeiteten Stein, die als Kombination von Altar und Baitylos gedeutet wird. Die südlich E6 anschließenden Räume E4, E5 und E8 bezeichnete der Ausgräber Eliopoulos als Naos zur Aufbewahrung von Kultbildern. Die Räume E4 wie E5 besaßen einen Herd und Bänke. Aus E4 stammen zahlreiche Reste von Kultobjekten in situ, darunter die Figur einer sitzenden Göttin auf einem Thron.
Die Siedlung um das Tempelgebäude Epsilon besaß keine Anlagen zur Befestigung oder Verteidigung des Ortes. Sie kann deshalb nicht als „Zuflucht“ bezeichnet werden, wie etwa Karphi mit einer vergleichbaren Tempelanlage aus spätminoischer Zeit. Unweit der Siedlung wurden mehrere Tholoi entdeckt, die jedoch nicht mit Vassiliki Kephala in Verbindung stehen müssen, darunter ein bereits 1906 von Richard Berry Seager gefundenes Grab bei Agios Theodoros, das heute nicht mehr existiert.

Ausgrabungsstätte
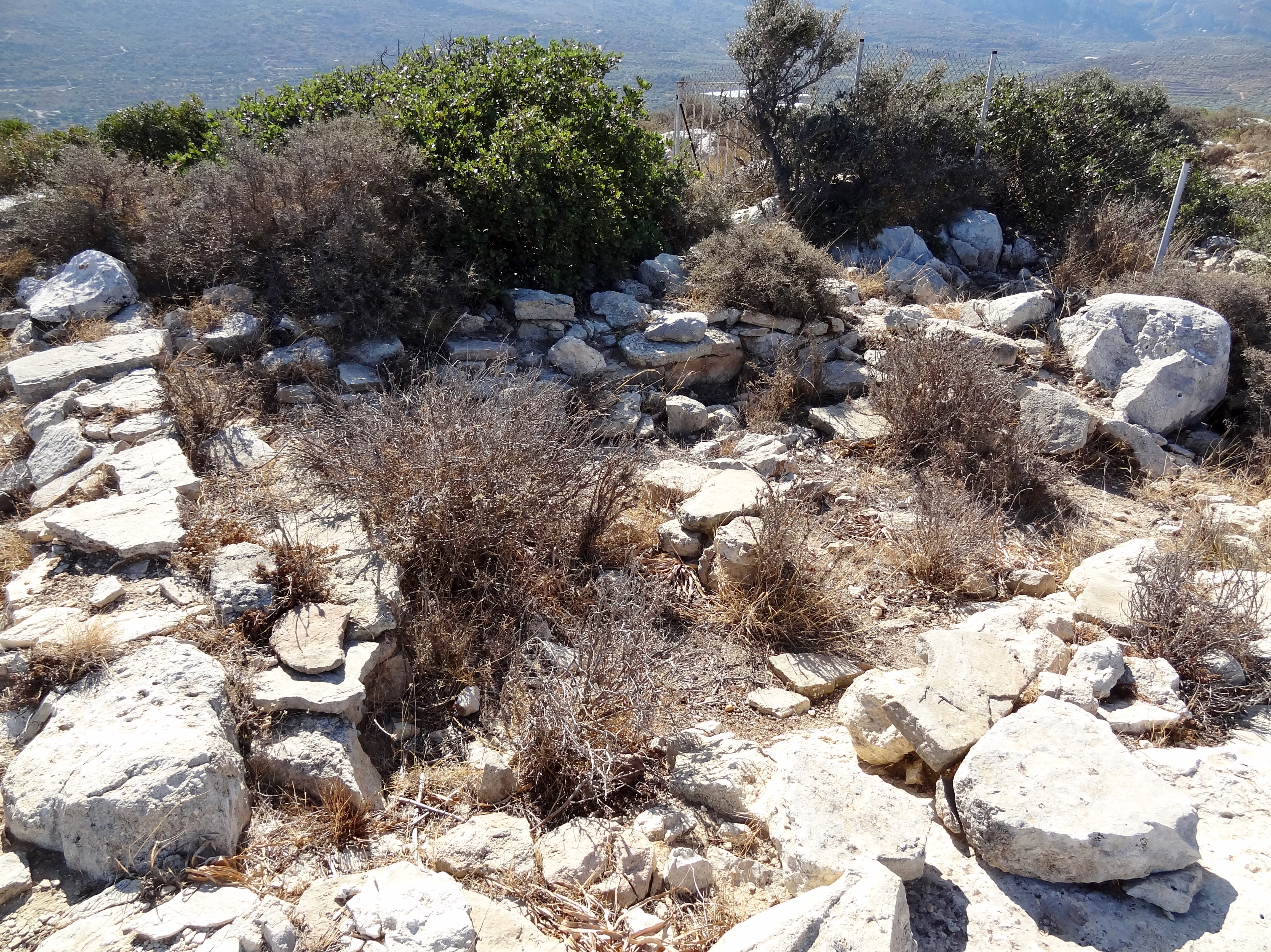
Raum E4 des „Naos“
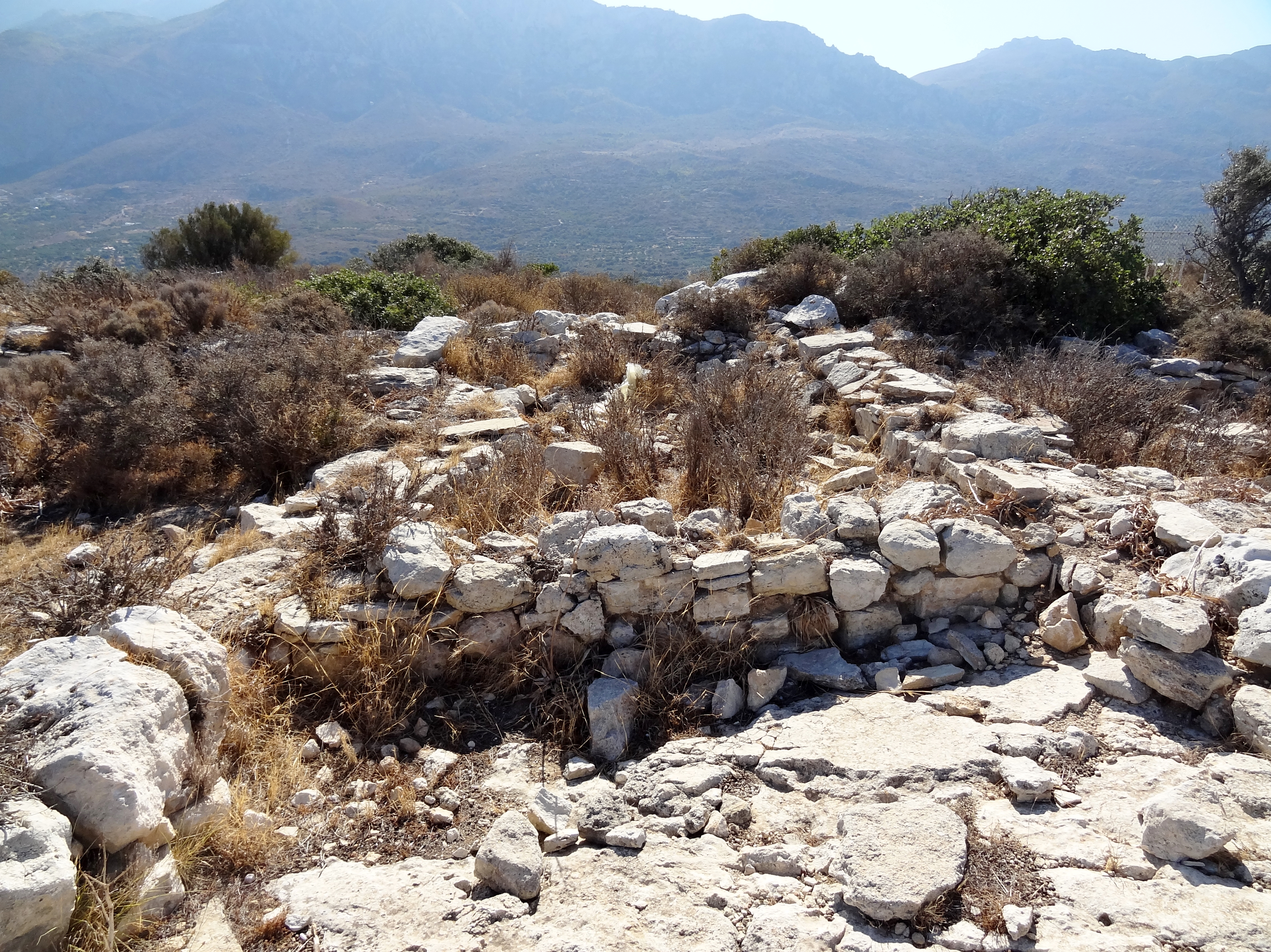
Raum E8 (vorn) und E5
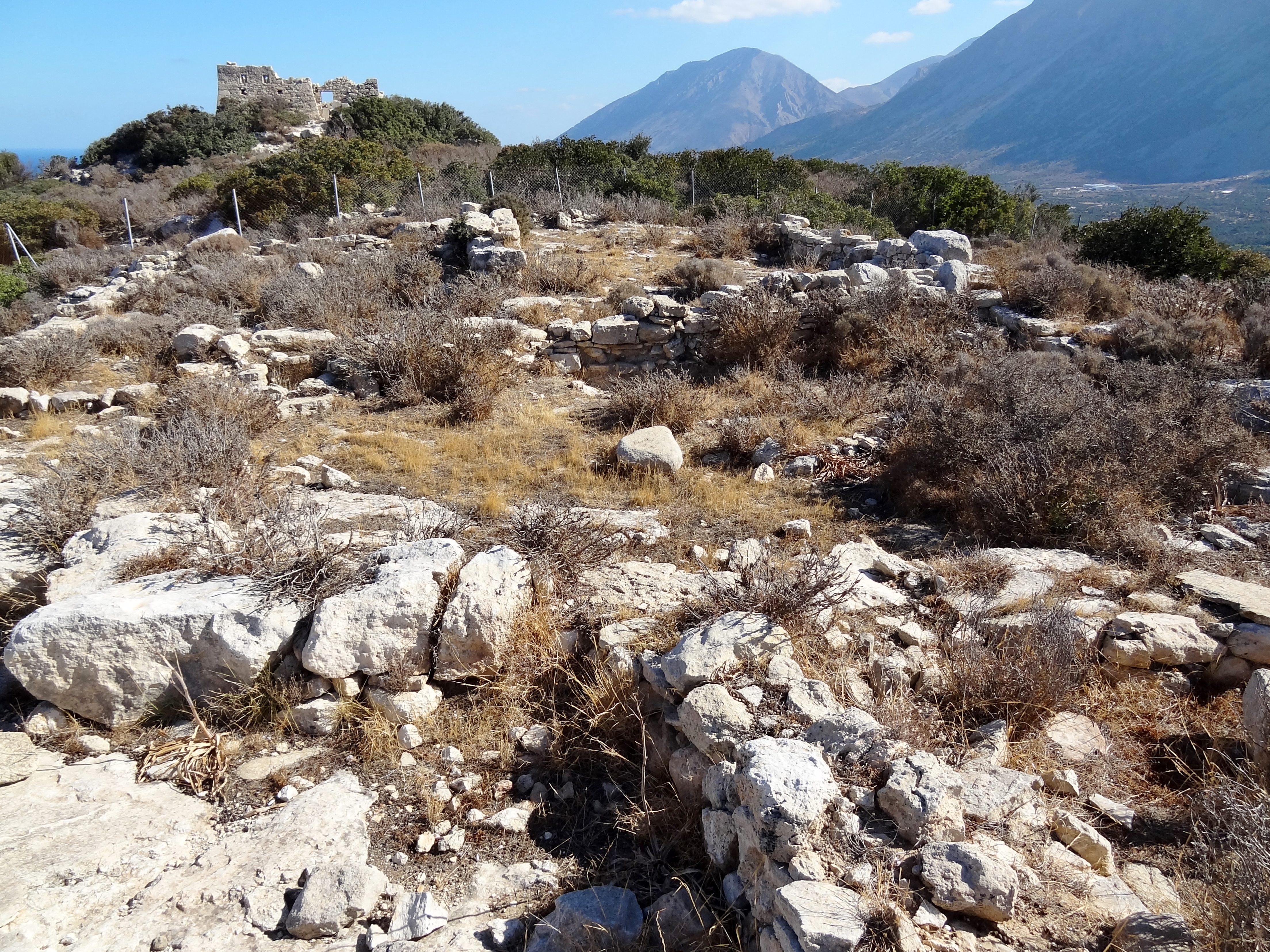
Raum E6 mit Herdstelle
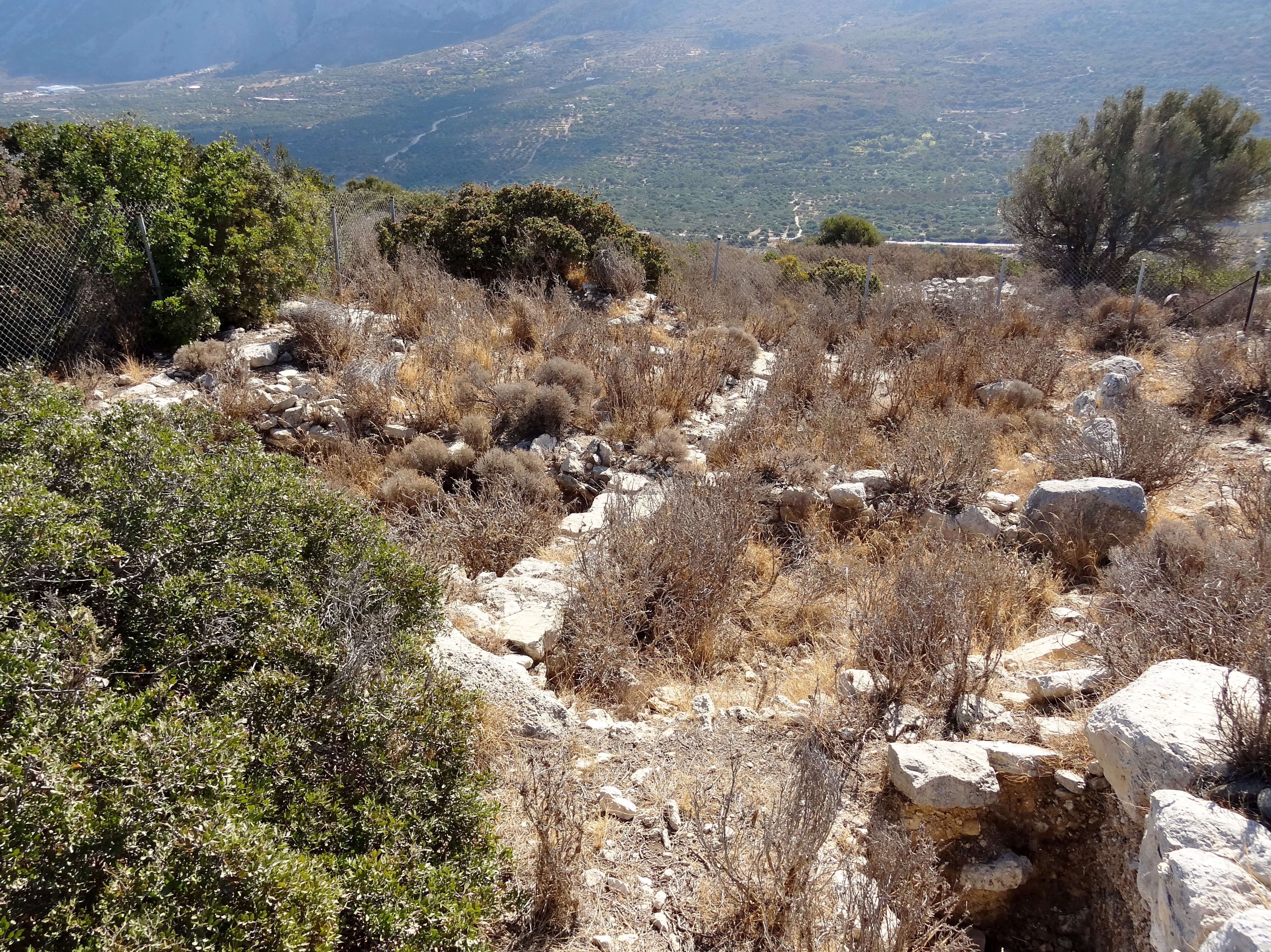
Östliche Siedlungsreste